# Píndaro de Carvalho
Píndaro de Carvalho Rodrigues, appelé aussi tout simplement Píndaro (né le 1er juin 1892 à São Paulo et mort le 30 août 1965 à Rio de Janeiro), était un joueur et entraîneur de football brésilien.

## Biographie

### Joueur
Píndaro commence sa carrière de club à Rio au Fluminense en 1910 avant de partir en 1911 pour Flamengo où il reste 10 ans avec 52 buts inscrits en 82 matchs. Il joue également avec l'équipe du Brésil entre 1914 et 1919, participant notamment au premier match officiel du Brésil, contre l'Argentine.

### Entraîneur
Comme entraîneur, Píndaro a une brève mais importante expérience en entraînant la Seleçao pendant juste une année, en 1930. Il est donc le sélectionneur de l'équipe pendant la coupe du monde 1930 en Uruguay.

## Palmarès

### Club
- Championnat carioca : 5

Fluminense : 1911
Flamengo : 1914, 1915, 1920, 1921

### National
- Copa Roca : 1

1914
- Copa América : 1

1919